# انفجار مترو ۲۰۱۷ لندن
انفجار مترو لندن صبح روز جمعه ۱۵ سپتامبر ۲۰۱۷ ساعت ۸:۲۰ بی‌اس‌تی (۷:۲۰ ساعت هماهنگ جهانی)، در ایستگاه پارسونز گرین(Parsons Green) در جنوب غربی لندن رخ داد، در پی این اتفاق این ایستگاه و خط دستریکت بسته شد. به گفته بی‌بی‌سی، مقامات امنیتی و پلیس لندن این انفجار را به عنوان یک «حمله تروریستی» بررسی می‌کنند. افسر ارشد ضدتروریسم بریتانیا گفت این انفجار توسط یک دستگاه انفجاری دست‌ساز انجام شده‌است. همچنین تأیید کرد که در این حادثه ۲۹ نفر زخمی شدند.

## مجروحین
افسر ارشد ضدتروریسم بریتانیا گفت در این انفجار ۲۹ نفر زخمی شدند.

## دستگیری مظنونین
پلیس بریتانیا روز شنبه ۱۶ سپتامبر در جستجو برای دستگیری افراد در ارتباط با بمبگذاری قطار زیرزمینی لندن، یک مرد ۱۸ ساله را در شهر بندری دوور Dover در جنوب شرقی انگلستان دستگیر کرد. نیل باسو هماهنگ کننده ارشد پلیس ضدتروریسم گفت: «ما امروز صبح یک دستگیری قابل توجه در تحقیقاتمان انجام دادیم»
سپس پلیس بریتانیا اعلام کرد که مرد دیگری را در این رابطه دستگیر کرده‌است. پلیس لندن در بیانیه ای گفت که این مرد ۲۱ ساله، تحت قوانین تروریسم بریتانیا در حومه غرب لندن هونسلو، قبل از نیمه شب روز شنبه، دستگیر شد.

## مسئولت حمله
داعش مسئولیت این حمله را برعهده گرفت، همان‌طور که در سال جاری ۲۰۱۷ نیز مسئولیت حملات دیگر در بریتانیا، از جمله دو نفر در لندن و یکی در کنسرت آریانا گراند، خواننده آمریکایی در منچستر در ماه مه، را برعهده گرفته بود.

## واکنش‌ها
ترزا می، نخست وزیر بریتانیا با مجروحان این حادثه ابراز همدردی کرد و اعلام کرد نیروی‌های اضطراری دلیرانه به این «حادثه تروریستی» رسیدگی می‌کنند.